# Malthe Højholt
Malthe Højholt, né le 16 avril 2001 à Hjørring au Danemark, est un footballeur danois qui évolue au poste de milieu central au Pise SC.

## Biographie

### En club
Né à Hjørring au Danemark, Malthe Højholt est formé par le club de l'Aalborg BK au Danemark. Souvent blessé avec les U15 du club, il n'est alors pas considéré comme l'un des joueurs les plus prometteurs du club mais il parvient à s'imposer dans les catégories U17 et U19 de l'Aalborg BK à force de travail, jusqu'à intégrer le groupe professionnel. Le 25 septembre 2019, il fait ses débuts en professionnel, lors d'une rencontre de coupe du Danemark contre le Vejgaard BK (en) remportée largement par son équipe (0-6 score final).
Au cours de l'année 2021, il gagne davantage de temps de jeu et avec le départ d'Oscar Hiljemark, contraint d'arrêter sa carrière, Højholt trouve une place de titulaire dans le onze de départ de l'entraîneur Martí Cifuentes (en). Il commence la saison 2021-2022 en tant que titulaire aux côtés notamment d'Iver Fossum au milieu de terrain et contribue au bon début de son équipe en championnat, se faisant notamment remarquer lors d'un match de championnat remporté par quatre buts à zéro face à SønderjyskE le 3 octobre 2021. Alors qu'il s'impose comme un titulaire et attire l'intérêt de plusieurs clubs, Højholt prolonge son contrat avec Aalborg le 31 janvier 2022, étant alors lié au club jusqu'en décembre 2024,.
Le 13 août 2024, Malthe Højholt prend la direction de l'Italie afin de s'engager en faveur du Pise SC. Il signe un contrat de trois ans, soit jusqu'en juin 2027.
Højholt joue son premier match pour Pise le 24 août 2024, lors d'une rencontre de Serie B face au Palerme FC. Il entre en jeu et son équipe s'impose par deux buts à zéro.

### En sélection
Malthe Højholt commence sa carrière internationale avec l'équipe du Danemark des moins de 17 ans, jouant deux matchs en 2018 avec cette sélection.
Il compte deux sélections avec les moins de 19 ans, toutes obtenues en 2020.

## Statistiques
| Saison                | Club                  | Championnat           | Championnat | Championnat | Coupe(s) nationale(s) | Coupe(s) nationale(s) | Compétition(s) continentale(s) | Compétition(s) continentale(s) | Compétition(s) continentale(s) | Play-offs | Play-offs | Total | Total |
| Saison                | Club                  | Division              | M.          | B.          | M.                    | B.                    | Comp.                          | M.                             | B.                             | M.        | B.        | M.    | B.    |
| 2019-2020             | Aalborg BK            | Superliga             | 4           | 0           | 1                     | 0                     | -                              | -                              | -                              | -         | -         | 5     | 0     |
| 2020-2021             | Aalborg BK            | Superliga             | 11          | 0           | 2                     | 0                     | -                              | -                              | -                              | -         | -         | 13    | 0     |
| 2021-2022             | Aalborg BK            | Superliga             | 30          | 0           | 3                     | 0                     | -                              | -                              | -                              | 1         | 0         | 34    | 0     |
| 2022-2023             | Aalborg BK            | Superliga             | 26          | 0           | 7                     | 0                     | -                              | -                              | -                              | -         | -         | 33    | 0     |
| 2023-2024             | Aalborg BK            | 1.Division            | 25          | 0           | 2                     | 0                     | -                              | -                              | -                              | -         | -         | 27    | 0     |
| Sous-total            | Sous-total            | Sous-total            | 96          | 0           | 15                    | 0                     | -                              | -                              | -                              | 1         | 0         | 112   | 0     |
| Total sur la carrière | Total sur la carrière | Total sur la carrière | 96          | 0           | 15                    | 0                     | -                              | -                              | -                              | 1         | 0         | 112   | 0     |